# (19419) Pinkham
(19419) Pinkham (1998 FO49) – planetoida z pasa głównego asteroid okrążająca Słońce w ciągu 3,5 lat w średniej odległości 2,3 j.a. Odkryta 20 marca 1998 roku.